# Xanthichthys ringens
Xanthichthys ringens là một loài cá biển thuộc chi Xanthichthys trong họ Cá bò da. Loài này được mô tả lần đầu tiên vào năm 1758.

## Từ nguyên
Từ định danh ringens trong tiếng Latinh có nghĩa là "hở răng", hàm ý không rõ, có lẽ đề cập đến bộ răng to và lộ ra ngoài ở cả hai hàm của loài cá này.

## Phạm vi phân bố và môi trường sống
Từ bang North Carolina cũng như Bermuda ngoài khơi xa, X. ringens được phân bố dọc theo bờ đông Hoa Kỳ đến khắp vùng biển Caribe, và dọc theo bờ biển Nam Mỹ đến đông bắc Brasil và đảo Ascension ở Trung Đại Tây Dương.
X. ringens trưởng thành sống trên các rạn san hô, còn cá con ẩn mình trong đám tảo mơ Sargassum, có thể sống ở độ sâu đến 190 m, nhưng thường thấy ở độ sâu dưới 30 m.

## Mô tả
Chiều dài cơ thể lớn nhất được ghi nhận ở X. ringens là 25 cm. X. ringens có màu nâu xám với các hàng đốm màu nâu sẫm trên thân. Có 3 rãnh màu xanh lam trên má. Rìa trên của mắt có vòng màu trắng xanh. Gốc vây lưng và gốc vây hậu môn màu nâu sẫm. Vây đuôi có dải lưỡi liềm màu đỏ nâu ở sau, và hai thùy đuôi cũng có viền cùng màu ở rìa.
Số gai ở vây lưng: 3; Số tia vây ở vây lưng: 26–29; Số gai ở vây hậu môn: 0; Số tia vây ở vây hậu môn: 23–27; Số tia vây ở vây ngực: 13–14.

## Sinh thái học
Thức ăn của X. ringens chủ yếu là cua và cầu gai.

## Thương mại
X. ringens thường được bắt gặp trong hoạt động buôn bán cá cảnh. Giá bán trực tuyến dao động từ 149,99 đến 273,98 USD một con tùy theo kích cỡ.